# Sierra Leone ai Giochi olimpici
La Sierra Leone ha inviato propri atleti ad ogni edizione dei Giochi olimpici estivi sin dai Giochi della X Olimpiade di Città del Messico nel 1968, con l'eccezione dei Giochi del 1972 e del 1976, senza aggiudicarsi mai delle medaglie. Non ha mai partecipato ad un'edizione dei Giochi olimpici invernali.
Il Comitato Olimpico Nazionale della Sierra Leone venne creato e riconosciuto dal CIO nel 1964.

## Medaglieri

### Medaglie alle Olimpiadi estive
| Giochi                 | Oro              | Argento          | Bronzo           | Totale           |
| ---------------------- | ---------------- | ---------------- | ---------------- | ---------------- |
| Città del Messico 1968 | 0                | 0                | 0                | 0                |
| Monaco 1972            | non partecipante | non partecipante | non partecipante | non partecipante |
| Montreal 1976          | non partecipante | non partecipante | non partecipante | non partecipante |
| Mosca 1980             | 0                | 0                | 0                | 0                |
| Los Angeles 1984       | 0                | 0                | 0                | 0                |
| Seoul 1988             | 0                | 0                | 0                | 0                |
| Barcellona 1992        | 0                | 0                | 0                | 0                |
| Atlanta 1996           | 0                | 0                | 0                | 0                |
| Sydney 2000            | 0                | 0                | 0                | 0                |
| Atene 2004             | 0                | 0                | 0                | 0                |
| Pechino 2008           | 0                | 0                | 0                | 0                |
| Londra 2012            | 0                | 0                | 0                | 0                |
| Rio de Janeiro 2016    | 0                | 0                | 0                | 0                |
| Tokyo 2020             | 0                | 0                | 0                | 0                |
| Parigi 2024            | 0                | 0                | 0                | 0                |
| Totale                 | 0                | 0                | 0                | 0                |